# Llista de topònims de la Figuera
Llista de topònims (noms propis de lloc) del municipi de la Figuera, al Priorat
Informació actualitzada per un bot. Els canvis manuals es perdran quan s'actualitzi!

## casa
| imatge | Nom           | Ubicat a   | instància de | Detalls                     | coordenades                                        | Protecció                   | Commons (més fotos)        | Dades a WD                    |
| ------ | ------------- | ---------- | ------------ | --------------------------- | -------------------------------------------------- | --------------------------- | -------------------------- | ----------------------------- |
|        | Ca l'Adelaida | la Figuera | casa         | Estil: arquitectura popular | 41° 12′ 57″ N, 0° 43′ 52″ E / 41.21582°N,0.73111°E | bé cultural d'interès local | Ca l'Adelaida (la Figuera) | Modifica les dades a Wikidata |
|        | Ca l'Arbolí   | la Figuera | casa         | Estil: arquitectura popular | 41° 13′ 00″ N, 0° 43′ 54″ E / 41.2167°N,0.73156°E  | bé cultural d'interès local |                            | Modifica les dades a Wikidata |
|        | Cal Blai      | la Figuera | casa         | Estil: arquitectura popular | 41° 13′ 00″ N, 0° 43′ 54″ E / 41.21656°N,0.73167°E | bé cultural d'interès local |                            | Modifica les dades a Wikidata |
|        | Cal Salat     | la Figuera | casa         | Estil: arquitectura popular | 41° 12′ 57″ N, 0° 43′ 52″ E / 41.21585°N,0.73101°E | bé cultural d'interès local |                            | Modifica les dades a Wikidata |

## edifici
| imatge | Nom                          | Ubicat a   | instància de | Detalls                     | coordenades                                                        | Protecció                                  | Commons (més fotos) | Dades a WD                    |
| ------ | ---------------------------- | ---------- | ------------ | --------------------------- | ------------------------------------------------------------------ | ------------------------------------------ | ------------------- | ----------------------------- |
|        | Casal d'Avis                 | la Figuera | edifici      | Estil: arquitectura popular | 41° 12′ 58″ N, 0° 43′ 49″ E / 41.216146°N,0.730312°E               | bé integrant del patrimoni cultural català |                     | Modifica les dades a Wikidata |
|        | Conjunt de sitis d'arnes     | la Figuera | edifici      | Estil: arquitectura popular | 41° 11′ 41″ N, 0° 42′ 59″ E / 41.194625°N,0.716288°E               | bé integrant del patrimoni cultural català |                     | Modifica les dades a Wikidata |
|        | Rectoria vella de la Figuera | la Figuera | edifici      | Estil: arquitectura popular | 41° 12′ 59″ N, 0° 43′ 53″ E / 41.21633°N,0.73145°E                 | bé cultural d'interès local                |                     | Modifica les dades a Wikidata |
|        | l'Hostalet                   | la Figuera | edifici      | Estat: ruïnós               | 41° 13′ 45″ N, 0° 43′ 25″ E / 41.229196354139°N,0.72359132533626°E |                                            |                     | Modifica les dades a Wikidata |

## església
| imatge | Nom                      | Ubicat a   | instància de    | Detalls                     | coordenades                                        | Protecció                   | Commons (més fotos)      | Dades a WD                    |
| ------ | ------------------------ | ---------- | --------------- | --------------------------- | -------------------------------------------------- | --------------------------- | ------------------------ | ----------------------------- |
|        | Sant Martí de la Figuera | la Figuera | església        | Estil: arquitectura barroca | 41° 12′ 59″ N, 0° 43′ 53″ E / 41.2165°N,0.73152°E  | bé cultural d'interès local | Sant Martí de la Figuera | Modifica les dades a Wikidata |
|        | Sant Pau de la Figuera   | la Figuera | església ermita | Estil: arquitectura popular | 41° 13′ 01″ N, 0° 42′ 50″ E / 41.21689°N,0.71393°E | bé cultural d'interès local | Sant Pau de la Figuera   | Modifica les dades a Wikidata |

## font
| imatge | Nom             | Ubicat a   | instància de | Detalls                     | coordenades                                                          | Protecció                   | Commons (més fotos) | Dades a WD                    |
| ------ | --------------- | ---------- | ------------ | --------------------------- | -------------------------------------------------------------------- | --------------------------- | ------------------- | ----------------------------- |
|        | fonts del Poble | la Figuera | font         |                             | 41° 13′ 35″ N, 0° 43′ 31″ E / 41.2264338503242°N,0.725195293209076°E |                             |                     | Modifica les dades a Wikidata |
|        | la Font Vella   | la Figuera | font         | Estil: arquitectura popular | 41° 13′ 05″ N, 0° 43′ 31″ E / 41.21819°N,0.72535°E                   | bé cultural d'interès local |                     | Modifica les dades a Wikidata |

## masia
| imatge | Nom                       | Ubicat a   | instància de | Detalls | coordenades                                                          | Protecció | Commons (més fotos) | Dades a WD                    |
| ------ | ------------------------- | ---------- | ------------ | ------- | -------------------------------------------------------------------- | --------- | ------------------- | ----------------------------- |
|        | Mas Déu                   | la Figuera | masia        |         | 41° 13′ 21″ N, 0° 44′ 01″ E / 41.2225755934624°N,0.733703483394558°E |           |                     | Modifica les dades a Wikidata |
|        | Mas d'en Soler            | la Figuera | masia        |         | 41° 10′ 32″ N, 0° 42′ 35″ E / 41.1755341478651°N,0.709684770762425°E |           |                     | Modifica les dades a Wikidata |
|        | Mas de Cal Jardí          | la Figuera | masia        |         | 41° 11′ 40″ N, 0° 41′ 56″ E / 41.1944335819399°N,0.698985623616801°E |           |                     | Modifica les dades a Wikidata |
|        | Mas de Federico Jardí     | la Figuera | masia        |         | 41° 11′ 29″ N, 0° 41′ 57″ E / 41.1915197504808°N,0.699206942236091°E |           |                     | Modifica les dades a Wikidata |
|        | Mas de Miramar            | la Figuera | masia        |         | 41° 13′ 11″ N, 0° 43′ 28″ E / 41.2195914691176°N,0.72443049636964°E  |           |                     | Modifica les dades a Wikidata |
|        | Mas de Modesto            | la Figuera | masia        |         | 41° 12′ 09″ N, 0° 41′ 42″ E / 41.2026054466585°N,0.695061916722193°E |           |                     | Modifica les dades a Wikidata |
|        | Mas de Ramonet Roer       | la Figuera | masia        |         | 41° 11′ 31″ N, 0° 41′ 24″ E / 41.191927649548°N,0.689892126962515°E  |           |                     | Modifica les dades a Wikidata |
|        | Mas de Roer               | la Figuera | masia        |         | 41° 11′ 28″ N, 0° 41′ 41″ E / 41.1909874132641°N,0.694658856596126°E |           |                     | Modifica les dades a Wikidata |
|        | Mas de l'Albana           | la Figuera | masia        |         | 41° 11′ 51″ N, 0° 42′ 40″ E / 41.1974059677185°N,0.711187827258234°E |           |                     | Modifica les dades a Wikidata |
|        | Mas de la Carniceria      | la Figuera | masia        |         | 41° 12′ 13″ N, 0° 41′ 32″ E / 41.2037449775788°N,0.692147769248828°E |           |                     | Modifica les dades a Wikidata |
|        | Mas del Comandant         | la Figuera | masia        |         | 41° 11′ 30″ N, 0° 41′ 01″ E / 41.1915397228785°N,0.683586224139449°E |           |                     | Modifica les dades a Wikidata |
|        | Mas del Covilar           | la Figuera | masia        |         | 41° 12′ 12″ N, 0° 43′ 03″ E / 41.2033690709446°N,0.717563031038495°E |           |                     | Modifica les dades a Wikidata |
|        | Mas del Dionísio          | la Figuera | masia        |         | 41° 13′ 20″ N, 0° 44′ 09″ E / 41.222230956357°N,0.73576220034709°E   |           |                     | Modifica les dades a Wikidata |
|        | Mas del Ferrer            | la Figuera | masia        |         | 41° 11′ 59″ N, 0° 41′ 16″ E / 41.1996777498701°N,0.687854567160832°E |           |                     | Modifica les dades a Wikidata |
|        | Mas del Jaumet del Blai   | la Figuera | masia        |         | 41° 12′ 10″ N, 0° 42′ 03″ E / 41.2026587529963°N,0.700879790509623°E |           |                     | Modifica les dades a Wikidata |
|        | Mas del Murallo           | la Figuera | masia        |         | 41° 11′ 19″ N, 0° 40′ 30″ E / 41.188593340484°N,0.67492223161113°E   |           |                     | Modifica les dades a Wikidata |
|        | Mas del Pau de la Vilella | la Figuera | masia        |         | 41° 11′ 33″ N, 0° 40′ 59″ E / 41.1924143439479°N,0.683185739317844°E |           |                     | Modifica les dades a Wikidata |
|        | Mas del Ramon del Blai    | la Figuera | masia        |         | 41° 11′ 12″ N, 0° 41′ 32″ E / 41.1867225945804°N,0.692185509026435°E |           |                     | Modifica les dades a Wikidata |
|        | Mas del Terrada           | la Figuera | masia        |         | 41° 12′ 03″ N, 0° 41′ 51″ E / 41.2008075437676°N,0.697486254137544°E |           |                     | Modifica les dades a Wikidata |
|        | Mas del Tomàs             | la Figuera | masia        |         | 41° 11′ 45″ N, 0° 41′ 17″ E / 41.1959162255431°N,0.688022779897397°E |           |                     | Modifica les dades a Wikidata |
|        | Mas del Torre             | la Figuera | masia        |         | 41° 11′ 53″ N, 0° 41′ 31″ E / 41.1980392339308°N,0.691930937904259°E |           |                     | Modifica les dades a Wikidata |

## muntanya
| imatge | Nom          | Ubicat a             | instància de | Detalls | coordenades                                                         | Protecció | Commons (més fotos) | Dades a WD                    |
| ------ | ------------ | -------------------- | ------------ | ------- | ------------------------------------------------------------------- | --------- | ------------------- | ----------------------------- |
|        | Collet Redó  | la Figuera           | muntanya     |         | 41° 11′ 41″ N, 0° 42′ 57″ E / 41.19476667°N,0.71594167°E 461 msnm   |           |                     | Modifica les dades a Wikidata |
|        | Lo Guixar    | la Figuera           | muntanya     |         | 41° 12′ 40″ N, 0° 44′ 22″ E / 41.21114444°N,0.73935833°E 636.1 msnm |           |                     | Modifica les dades a Wikidata |
|        | la Pena Roja | la Figuera Cabassers | muntanya     |         | 41° 13′ 30″ N, 0° 43′ 15″ E / 41.22488889°N,0.720775°E 455.5 msnm   |           |                     | Modifica les dades a Wikidata |

## serra
| imatge | Nom                    | Ubicat a | instància de | Detalls            | coordenades                                                       | Protecció | Commons (més fotos)    | Dades a WD                    |
| ------ | ---------------------- | --- | ------------ | ------------------ | ----------------------------------------------------------------- | --------- | ---------------------- | ----------------------------- |
|        | Serra dels Llangossets | la Figuera | serra        |                    | 41° 12′ 16″ N, 0° 44′ 10″ E / 41.2044°N,0.735973°E                |           | Serra dels Llangossets | Modifica les dades a Wikidata |
|        | serra de Montsant      | la Morera de Montsant Cabassers Ulldemolins Cornudella de Montsant la Vilella Alta la Vilella Baixa la Bisbal de Montsant la Figuera Margalef | serra        | Superfície: 135km² | 41° 17′ 35″ N, 0° 47′ 52″ E / 41.29295278°N,0.79780278°E          |           | Montsant               | Modifica les dades a Wikidata |
|        | serra de Sant Pau      | Cabassers la Figuera | serra        |                    | 41° 13′ 00″ N, 0° 42′ 49″ E / 41.2166°N,0.713592°E 631.8 msnm     |           |                        | Modifica les dades a Wikidata |
|        | serra del Murallo      | la Figuera el Molar | serra        |                    | 41° 11′ 10″ N, 0° 40′ 29″ E / 41.18618611°N,0.67485556°E 474 msnm |           |                        | Modifica les dades a Wikidata |
|        | serra dels Borrossos   | la Figuera | serra        |                    | 41° 12′ 06″ N, 0° 42′ 21″ E / 41.2017°N,0.705783°E 545.6 msnm     |           |                        | Modifica les dades a Wikidata |

## Misc
| imatge | Nom                                 | Ubicat a   | instància de                                   | Detalls                     | coordenades                                                                                              | Protecció                                            | Commons (més fotos) | Dades a WD                    |
| ------ | ----------------------------------- | ---------- | ---------------------------------------------- | --------------------------- | --- | ---------------------------------------------------- | ------------------- | ----------------------------- |
|        | Muralla de la Figuera               | la Figuera | muralla urbana muralla                         |                             | 41° 13′ 00″ N, 0° 43′ 53″ E / 41.216774°N,0.731426°E ca:Carrer de la Muralla                             | bé d'interès cultural bé cultural d'interès nacional |                     | Modifica les dades a Wikidata |
|        | Observatori de la Batalla de l'Ebre | la Figuera | edifici històric                               |                             | 41° 12′ 46″ N, 0° 42′ 34″ E / 41.2128201382655°N,0.709541111853624°E                                     |                                                      |                     | Modifica les dades a Wikidata |
|        | San Pablo                           | la Figuera | vèrtex geodèsic                                | Alt: 1.19m                  | 41° 12′ 59″ N, 0° 42′ 49″ E / 41.216476°N,0.713674°E 628.231 msnm                                        |                                                      |                     | Modifica les dades a Wikidata |
|        | Santa Teresa                        | la Figuera | capella edifici històric                       |                             | 41° 10′ 21″ N, 0° 42′ 21″ E / 41.17249462969°N,0.70585701100804°E                                        |                                                      |                     | Modifica les dades a Wikidata |
|        | avenc del Nenet                     | la Figuera | avenc                                          |                             | 41° 11′ 12″ N, 0° 41′ 14″ E / 41.1867955675722°N,0.687294591682152°E                                     |                                                      |                     | Modifica les dades a Wikidata |
|        | casa consistorial de la Figuera     | la Figuera | casa consistorial                              |                             | 41° 12′ 59″ N, 0° 43′ 54″ E / 41.2162804°N,0.7315618°E                                                   |                                                      |                     | Modifica les dades a Wikidata |
|        | la Figuera                          | la Figuera | entitat singular de població capital municipal | 123 hab                     | 41° 12′ 58″ N, 0° 43′ 51″ E / 41.21617°N,0.73075°E 552 msnm                                              |                                                      |                     | Modifica les dades a Wikidata |
|        | nucli històric de La Figuera        | la Figuera | centre històric                                | Estil: arquitectura popular | 41° 12′ 59″ N, 0° 43′ 52″ E / 41.216491°N,0.731141°E                                                     | bé cultural d'interès local                          |                     | Modifica les dades a Wikidata |
|        | riu de Montsant                     | Priorat    | curs d'aigua                                   | Desemboca: riu de Siurana   | 41° 19′ 19″ N, 0° 51′ 23″ E / 41.321866°N,0.856384°E 41° 10′ 15″ N, 0° 44′ 59″ E / 41.17089°N,0.749689°E |                                                      | Riu de Montsant     | Modifica les dades a Wikidata |